# Моррисон, Артур Джордж
Артур Джордж Моррисон (англ. Arthur George Morrison; 1 ноября 1863 года, Лондон — 4 декабря 1945 года, Чилтерн) — английский писатель
 и журналист, прославившийся своими романами, повествующими о жизни обитателей Ист-Энда и детективами.

## Биография
Родился 1 ноября 1863 года в Ист-Энде, одном из самых бедных районов Лондона. Отец мальчика часто оставался без работы, поэтому Артур рос в атмосфере нищеты. Уже будучи известным журналистом и писателем, Моррисон избегал рассказов о своём нелёгком детстве, а его супруга, Элизабет, после смерти писателя, уничтожила все его личные бумаги.
Его первой книгой, увидевшей свет, был сборник рассказов с мрачным названием «Тени вокруг нас: подлинные рассказы о сверхъестественном» («The Shadows Around Us: Authentic Tales of the Supernatural»). Это было данью моде — весьма популярные в то время истории о привидениях.
В 1891 году вышел рассказ «Улица», впоследствии лёгший в основу цикла «Повести гнусных улиц», серии рассказов о жизни обитателей трущоб, которые автор хорошо знал. Эти рассказы принесли писателю признание и известность. В окончательном варианте цикл был опубликован в 1894 году.
В это же время начал издавать рассказы о Мартине Хьюитте. Вышло три сборника рассказов об этом герое, а затем и роман «Дитя Яго», который стал очень популярным. Роман семь раз переиздавался при жизни автора и был переведен на несколько европейских языков. Мартин Хьюитт, как и Шерлок Холмс, является «консультирующим детективом» и приключения этой «копии» Великого сыщика были выпущены в трёх сборниках: «Мартин Хюитт, следователь» (1894), «Хроники Мартина Хюитта» (1895) и «Приключения Мартина Хюитта» (1896).
Являлся членом «Детективного клуба», созданного в 1920-х годах группой известных авторов детективного жанра «золотого века детектива».
Артур Моррисон мало знаком русскоязычному читателю. В 1993 году издательство Logos опубликовало в серии «Ретроскоп N: Приключения. Авантюра. Детектив» роман «Зелёный Глаз Гуоны». В 2009 году издательство «Иностранка» в книге «Не только Холмс. Детектив времен Конана Дойля» перевела рассказ «Кража в Лентон-Крофте», написанный в жанре невозможного преступления.
В 1913 году практически прекратил активную писательскую и журналистскую деятельность и продолжал жить, не привлекая к себе внимания. Умер в 1945 году.